# Teun de Jager
Teun de Jager is een artistiek kunstwerk in Amsterdam-Zuid, het Vondelpark.
Jan Bronner maakte in opdracht van de Haarlem het Hildebrandmonument. Het verzoek kwam al in 1914, maar Bronner had de beeldengroep pas in 1947 af, het werd pas in 1963 onthuld. Het beeld refereert aan Hildebrands (Nicolaas Beets) bekendste boek Camera Obscura; een van de personages heet Teun De Jager. Het originele monument werd in 1983 weer weggehaald vanwege vandalisme, Aan de hand van in 1950 gemaakte gipsen afgietsels konden kunststof exemplaren aangemaakt worden. De originele beelden werden geplaatst bij kasteel Nijenhuis bij Heino. 
In juli 1958 kreeg Bronner een verzoek van gemeente Amsterdam een Teun de Jager te maken.  Een bronzen exemplaar, gemaakt aan de hand van de genoemde afgietsels werd omstreeks 1958 in het Vondelpark geplaatst. Het betreft een haast abstract beeld.
Bronner nam in 1947 in het Vondelparkpaviljoen afscheid van de Rijksakademie van Beeldende Kunsten, Piet Esser volgde hem op. Een andere verbinding is de tuinarchitect Jan David Zocher, die zowel bemoeienissen had met de Haarlemmerhout (De Hout) en het Vondelpark.

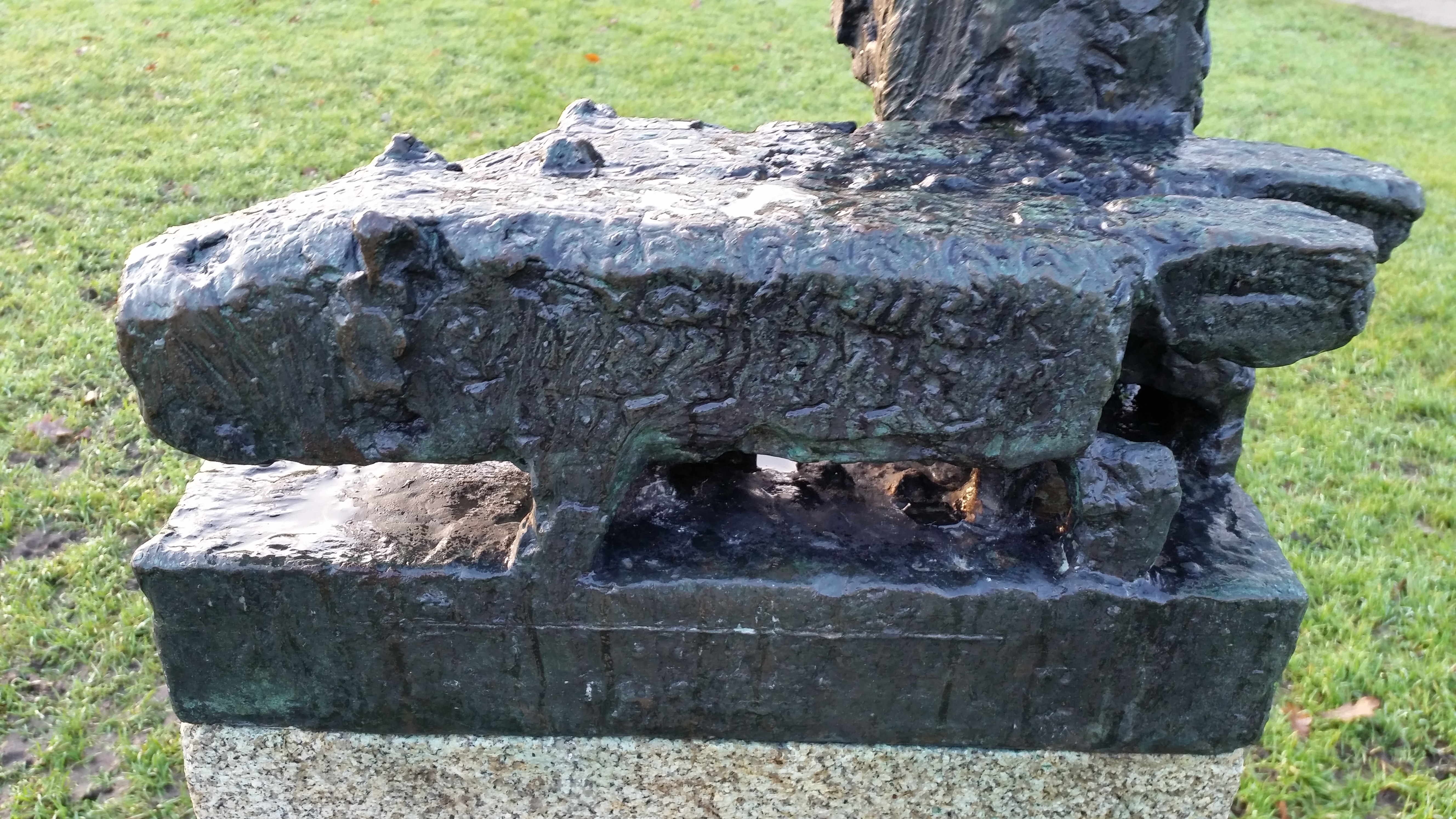
De hondjes van Teun de Jager (december 2019)